# شخصية بي بي سي الرياضية للعام
شخصية بي بي سي الرياضية للعام هي حفل توزيع الجوائز الذي يقام سنوياً في شهر ديسمبر. ابتكرها بول فوكس في عام 1954، كانت تتكون في الأصل من جائزة واحدة فقط، بمسمى جائزة بي بي سي لشخصية العام الرياضية، فيما يتم تقديم العديد من الجوائز الجديدة، وحالياً يتم تقديم ثماني جوائز.
وكانت الجوائز الأولى التي تمت إضافتها هي جوائز «فريق العام» و «شخصية ما وراء البحار» التي تم تقديمها في عام 1960، أعطيت لأول مرة جائزة الإنجاز مدى الحياة في عام 1995 ومرة أخرى في عام 1996، وقدمت سنويا منذ عام 2001. في عام 1999 تم تقديم ثلاث جوائز أخرى: جائزة هيلين رولاسون، وجائزة المدرب، وجائزة الوافد الجديد، والتي أعيدت تسميتها الشخصية الشابة في العام 2001. أحدثها جائزة البطل المجهول، التي تم تقديمها لأول مرة في عام 2003.